# Masaigomphus karenae
Masaigomphus karenae är en mångfotingart som beskrevs av Hoffman 2005. Masaigomphus karenae ingår i släktet Masaigomphus och familjen Gomphodesmidae. Inga underarter finns listade i Catalogue of Life.